# راس لمحاين (مسلسل)
راس لمحاين هو مسلسل كوميدي مغربي من إخراج هشام الجباري ومن تأليف فاتن اليوسفي سنة 2013، وبطولة كل من كمال كاظمي، إلهام واعزيز، إسماعيل أبو القناطر، مجيدة بنكيران، البشير واكين، جميلة الهوني، بنعيسى الجيراري، جليلة التلمسي، سعيد أيت باجا، سميرة هشيكة، عزيز داداس، وغيرهم. تم عرض المسلسل طيلة شهر رمضان 2013 على القناة الأولى المغربية.

## قصة المسلسل
صدام بين عالمين من عائلتين تنتميان إلى مرجعيات مختلفة البرجوازية والشعبية، ياسين رجل أعمال منفتح محب للحياة، يضطر بعد انهيار أسهمه بالبورصة وحجز البنك على جميع أملاكه، إلى الانتقال للعيش مع أسرته في حي شعبي بمنزل الخباز التقليدي بوشعيب وهناك يصطدم بعائلة أخرى بتفكير محافظ، ما ينتج عنه العديد من المفارقات الكوميدية.

## طاقم التمثيل
| الممثل              | الدور   |
| ------------------- | ------- |
| كمال كاظمي          | بوشعيب  |
| إلهام واعزير        | الغالية |
| إسماعيل أبو القناطر | ياسين   |
| مجيدة بنكيران       | شمس     |
| البشير واكين        | دحمان   |
| جميلة الهوني        | نعيمة   |
| بنعيسى الجيراري     | حميد    |
| جليلة التلمسي       | نجمة    |
| سعيد أيت باجا       | عمر     |
| سميرة هشيكة         | حنان    |
| عزيز داداس          | مبارك   |

## وصلات خارجية
- راس لمحاين على موقع قاعدة بيانات الأفلام العربية